# Paectes devincta
Paectes devincta är en fjärilsart som beskrevs av Walker 1858. Paectes devincta ingår i släktet Paectes och familjen nattflyn. Inga underarter finns listade i Catalogue of Life.